# Gouvernement Abela I
Pour les articles homonymes, voir Gouvernement Abela.
République de Malte
Muscat II Abela II
Le gouvernement Abela I (en maltais : L-ewwel gvern ta 'Robert Abela) est le gouvernement de la république de Malte entre le 15 janvier 2020 et le 30 mars 2022, sous la 13e législature de la Chambre des représentants.
Il est dirigé par le travailliste Robert Abela, successeur de Joseph Muscat après sa démission résultat d'un scandale politique, et dispose de la majorité absolue des sièges. Il succède au gouvernement Muscat II et cède le pouvoir au gouvernement Abela II après que le PL a de nouveau remporté la majorité absolue aux élections générales de 2022.

## Historique du mandat
Ce gouvernement est dirigé par le nouveau Premier ministre travailliste Robert Abela. Il est constitué et soutenu par le Parti travailliste (PL). Seul, il dispose de 37 députés sur 67, soit 55,2 % des sièges de la Chambre des représentants.
Il est formé à la suite de la démission de Joseph Muscat, au pouvoir depuis 2013.
Il succède donc au gouvernement Muscat II, constitué et soutenu dans des conditions identiques.

### Formation
Le 1er décembre 2019, Joseph Muscat annonce son intention de démissionner le mois suivant. Bien qu'il n'explicite pas les raisons de son départ, celui-ci paraît lié aux accusations d'ingérence dans l'enquête sur l'assassinat en 2017 de la journaliste d'investigation Daphne Caruana Galizia.
Moins d'une semaine plus tard, deux candidats à sa succession se déclarent, le vice-Premier ministre et ministre de la Santé Chris Fearne et le député Robert Abela, ce dernier dénonçant une tentative de le faire renoncer en lui promettant le poste de chef adjoint sous l'autorité de Fearne. Lors de l'élection à la direction du PL le 12 janvier 2020, Robert Abela s'impose avec près de 58 % des suffrages exprimés face à Chris Fearne, environ 92 % des adhérents travaillistes ayant pris part au vote.
Abela est assermenté nouveau chef de l'exécutif par le président George Vella le 13 janvier. Deux jours plus tard, il dévoile la liste de ses ministres, qui prêtent à leur tour serment.

## Composition

### Initiale (15 janvier 2020)
- Les nouveaux ministres sont indiqués en gras, ceux ayant changé d'attributions en italique.

| Fonction                                                                                | Titulaire | Titulaire                                                                      | Parti |
| --------------------------------------------------------------------------------------- | --------- | ------------------------------------------------------------------------------ | ----- |
| Premier ministre                                                                        |           | Robert Abela                                                                   | PL    |
| Vice-Premier ministre Ministre de la Santé                                              |           | Chris Fearne                                                                   | PL    |
| Ministre des Affaires étrangères et de l'Union européenne                               |           | Evarist Bartolo                                                                | PL    |
| Ministre de la Justice, de l'Égalité et de la Gouvernance                               |           | Edward Zammit Lewis                                                            | PL    |
| Ministre des Finances et des Services financiers                                        |           | Edward Scicluna                                                                | PL    |
| Ministre de l'Économie, des Investissements et des Petites entreprises                  |           | Silvio Schembri                                                                | PL    |
| Ministre du Tourisme                                                                    |           | Julia Farrugia Portelli                                                        | PL    |
| Ministre de l'Énergie et des Eaux                                                       |           | Michael Farrugia                                                               | PL    |
| Ministre de l'Éducation et de l'Emploi                                                  |           | Owen Bonnici                                                                   | PL    |
| Ministre de l'Intérieur, de la Sécurité nationale et du Respect des lois                |           | Byron Camilleri                                                                | PL    |
| Ministre du Patrimoine national, des Arts et des Collectivités locales                  |           | José Herrera                                                                   | PL    |
| Ministre de l'Environnement, de l'Aménagement du territoire et du Changement climatique |           | Aaron Farrugia                                                                 | PL    |
| Ministre de l'Agriculture, de la Pêche, des Droits des animaux et de la Consommation    |           | Clint Camilleri (jusqu'au 20/01/2020) Anton Refalo (à partir du 21/01/2020)    | PL    |
| Ministre des Transports, des Infrastructures et des Grands projets                      |           | Ian Borg                                                                       | PL    |
| Ministre de Gozo                                                                        |           | Justyne Caruana (jusqu'au 20/01/2020) Clint Camilleri (à partir du 20/01/2020) | PL    |
| Ministre sans portefeuille Délégué au Développement durable et au Dialogue social       |           | Carmelo Abela                                                                  | PL    |
| Ministre de la Famille, de l'Enfance et de la Solidarité sociale                        |           | Michael Falzon                                                                 | PL    |
| Ministre du Logement social                                                             |           | Roderick Galdes                                                                | PL    |

### Remaniement du 21 novembre 2020
- Les nouveaux ministres sont indiqués en gras, ceux ayant changé d'attributions en italique.

| Fonction                                                                                | Titulaire | Titulaire                                                                    | Parti |
| --------------------------------------------------------------------------------------- | --------- | ---------------------------------------------------------------------------- | ----- |
| Premier ministre                                                                        |           | Robert Abela                                                                 | PL    |
| Vice-Premier ministre Ministre de la Santé                                              |           | Chris Fearne                                                                 | PL    |
| Ministre des Affaires étrangères et de l'Union européenne                               |           | Evarist Bartolo                                                              | PL    |
| Ministre des Personnes âgées                                                            |           | Michael Farrugia                                                             | PL    |
| Ministre de la Recherche, de l'Innovation et de la Coordination stratégique post-Covid  |           | Owen Bonnici                                                                 | PL    |
| Ministre de la Justice, de l'Égalité et de la Gouvernance                               |           | Edward Zammit Lewis                                                          | PL    |
| Ministre des Finances et de l'Emploi                                                    |           | Clyde Caruana                                                                | PL    |
| Ministre de l'Économie et de l'Industrie                                                |           | Silvio Schembri                                                              | PL    |
| Ministre de l'Inclusion et de la Qualité de vie                                         |           | Julia Farrugia Portelli                                                      | PL    |
| Ministre du Tourisme et de la Protection des consommateurs                              |           | Clayton Bartolo                                                              | PL    |
| Ministre de l'Énergie, des Entreprises et du Développement durable                      |           | Miriam Dalli                                                                 | PL    |
| Ministre de l'Éducation                                                                 |           | Justyne Caruana (jusqu'au 22/12/2021) Clifton Grima (à partir du 27/12/2021) | PL    |
| Ministre de l'Intérieur, de la Sécurité nationale et du Respect des lois                |           | Byron Camilleri                                                              | PL    |
| Ministre du Patrimoine national, des Arts et des Collectivités locales                  |           | José Herrera                                                                 | PL    |
| Ministre de l'Environnement, de l'Aménagement du territoire et du Changement climatique |           | Aaron Farrugia                                                               | PL    |
| Ministre de l'Agriculture, de la Pêche, des Droits des animaux et de la Consommation    |           | Anton Refalo                                                                 | PL    |
| Ministre des Transports, des Infrastructures et des Grands projets                      |           | Ian Borg                                                                     | PL    |
| Ministre de Gozo                                                                        |           | Clint Camilleri                                                              | PL    |
| Ministre sans portefeuille                                                              |           | Carmelo Abela                                                                | PL    |
| Ministre de la Famille, de l'Enfance et de la Solidarité sociale                        |           | Michael Falzon                                                               | PL    |
| Ministre du Logement social                                                             |           | Roderick Galdes                                                              | PL    |